# Ellen Spickernagel
Ellen Spickernagel (* 1941) ist eine deutsche Kunsthistorikerin mit Schwerpunkt Geschlechterforschung und eine emeritierte Professorin.

## Leben und Werk
Spickernagel studierte Kunstgeschichte, Germanistik und Archäologie in Münster und Wien, woraufhin sie mit einer Arbeit über das niederländische Landschaftsbild vor Pieter Bruegel promoviert wurde.
Kustodin am Städelschen Kunstinstitut Frankfurt am Main war sie von 1974 bis 1979. Daran schloss sich eine Tätigkeit als Akademische Rätin am Oberstufenkolleg der Universität Bielefeld an. Von 1995 bis zu ihrer Emeritierung lehrte sie als Professorin für Kunstgeschichte am Institut für Kunstpädagogik an der Justus-Liebig-Universität Gießen.

„Im Brennpunkt feministisch-kunstwissenschaftlicher Arbeit steht die Frage nach der weiblichen Ästhetik. Es wird diskutiert, ob die Geschlechtszugehörigkeit die persönliche Erfahrung so signifikant bestimmt, dass daraus eine in Inhalt und Struktur spezifisch weibliche Ausdrucksweise erwächst. Und wenn dies als Prämisse anerkannt ist, welche Eigenschaften dann weibliche Kunst besitzt.“

Spickernagel veröffentlichte mehrfach in Kritische Berichte, einer Fachzeitschrift für Kunstgeschichte, welche vom Berufsverband für deutschsprachige Kunsthistoriker  Ulmer Verein herausgegeben wird.
Das Bundesweite Netzwerk Frauen in der Geschichte der Gartenkultur wurde 1999 auf Initiative von der Kunsthistorikerin Gerlinde Volland ins Leben gerufen. 2005 richtete Spickernagel eine Tagung mit dem Titel KunstGartenKunst am Institut für Kunstpädagogik der Justus-Liebig-Universität Gießen aus. Spickernagel hielt dort einen Vortrag zum Thema Gärten als Werk zeitgenössischer Künstlerinnen.
Ellen Spickernagel widmete sich mit ihrer Studie Der Fortgang der Tiere dem Gebiet der Animal Studies.

## Werke
- Die Descendenz der Kleinen Landschaften: Studien zur Entwicklung einer Form des niederländischen Landschaftsbildes vor Pieter Bruegel. Dissertation. Münster 1971.
- Helden wie zarte Knaben oder verkleidete Mädchen. Zum Begriff der Androgynität bei Johann Joachim Winckelmann und Angelika Kauffmann. In: Renate Berger u. a.: Frauen-Weiblichkeit-Schrift. (Argument-Sonderband AS 134, Neue Folge 14). Berlin 1985, S. 99–118.
- Geschichte und Geschlecht: der feministische Ansatz. In: Hans Belting, Heinrich Dilly u. a.: Kunstgeschichte – eine Einführung. Berlin 1986, ISBN 3-496-01387-7, S. 264–282.
- Groß in der Trauer. Die weibliche Klage um tote Helden in Historienbildern des 18. Jahrhunderts. In: Sklavin oder Bürgerin. Ausst.-Katalog. Frankfurt 1989 (zu Davids Schwur der Horatier)
- Unerwünschte Tätigkeit. Die Hausfrau und die Wohnungsform der Neuzeit. In: Kritische Berichte. 4/1992.
- Von Qalqiliya nach Kassel. Peter Friedls Giraffe auf der Documenta XII. In: Ursula Frohne, Jutta Held: Politische Kunst heute. V&R Unipress, Göttingen 2008, ISBN 978-3-89971-389-3, S. 159–161.
- Der Fortgang der Tiere : Darstellungen in Menagerien und in der Kunst des 17.-19. Jahrhunderts. 2009, ISBN 978-3-412-20454-9.
- mit Brigitte Walbe: Das Museum. Lernort contra Musentempel. Sonderband der Zeitschrift Kritische Berichte. ISBN 3-87038-042-X.
- mit Sascha Roesler, Antonia Ulrich, Friedrich Weltzien, Julia Bodenburg, Jonathan Burt, Catherine Clover, Maximilian Haas, und Susanne Heiter: Animalität und Ästhetik: Tierstudien. 2012, ISBN 978-3-943414-01-1.
- Dem Auge auf die Sprünge helfen. Jagdbare Tiere und Jagden bei Johann Elias Ridinger (1698-1767). In: Annette Bühler-Dietrich u. Michael Weingarten (Hrsg.), Topos Tier: Neue Gestaltungen des Tier-Mensch-Verhältnisses. Bielefeld 2015, ISBN 978-3-8376-2860-9, SS. 103–123.